# عمار الخيبري
عمار محمد الخيبري مواليد 3 سبتمبر 2004، هو لاعب كرة قدم سعودي يلعب حالياً في نادي الزلفي كمهاجم.

## مسيرة اللاعب
لعب مع نادي الشباب في الفئات السنية و وقع مع نادي الزلفي في عام 2024.